# Bredinia pilcopata
Bredinia pilcopata is een schietmot uit de familie Hydroptilidae. De soort komt voor in het Neotropisch gebied.